# Profundidade de compensação dos carbonatos
Profundidade de compensação dos carbonatos (em inglês, carbonate compensation depth - CCD) é a profundidade oceânica abaixo da qual a taxa de formação de carbonato de cálcio no sedimento é menor que sua taxa de solvatação. Assim, praticamente não há preservação de sedimento carbonático abaixo dessa profundidade. Há duas formas de carbonato de cálcio no oceano: calcita e aragonita. Consequentemente, o termo pode ser diretamente aplicado a esses minerais. A profundidade de compensação da aragonita refere-se à preservação de carbonatos aragoníticos no sedimento e a profundidade de compensação da calcita refere-se à preservação de carbonatos calcíticos no sedimento. A aragonita, contudo, é mais solúvel que a calcita, de forma que sua profundidade de compensação é menor.
As duas formas de carbonato de cálcio encontram-se supersaturadas nas águas superficiais do oceano. Apesar da saturação do carbonato de cálcio na água diminuir em direção ao oceano profundo, os reservatórios de sedimento carbonático praticamente não se alteram até profundidade da lisoclina. Abaixo dela, a taxa de dissolução do carbonato de cálcio depositado no sedimento aumenta drasticamente. O carbonato de cálcio (CaCO3) no sedimento dissolve-se de acordo com as reações químicas:
{\displaystyle \mathrm {CaCO_{3}\rightleftharpoons \ Ca^{2+}(aq)+CO_{3}^{2-}(aq)} }
{\displaystyle \mathrm {CaCO_{3}+CO_{2}+H_{2}O\ \rightleftharpoons \ Ca^{2+}(aq)+2\ HCO_{3}^{-}(aq)} }
Partículas de sedimento e organismos planctônicos constituídos por carapaças de carbonato de cálcio podem ser encontrados na coluna de água acima da profundidade de compensação dos carbonatos. Se o assoalho oceânico estiver acima dessa profundidade, sedimentos de fundo podem ser constituídos por partículas de carbonato de cálcio conhecidas como vazas calcárias. Se o sedimento oceânico depositado na interface água-sedimento estiver abaixo da profundidade de compensação dos carbonatos, as vazas calcárias se dissolvem e não são preservadas na coluna sedimentar. Com o espalhamento do fundo oceânico através do deslocamento de placas tectônicas divergentes, vazas calcárias depositadas acima da profundidade de compensação dos carbonatos podem ser enterradas ao longo do tempo geológico e levadas para regiões localizadas abaixo da profundidade de compensação. Essa camada de sedimento carbonático que foi enterrada pode ser privada de interação química com a água do mar e preservada mesmo abaixo da profundidade de compensação dos carbonatos.

## Sistema carbonato marinho
A maior parte do carbono existente na água do mar encontra-se na forma inorgânica, sendo envolvido em uma série de reações conhecidas como sistema carbonato. Esse sistema funciona como um conjunto de reações químicas envolvendo diferentes espécies do ácido carbônico na água do mar, conforme descrito abaixo:
{\displaystyle {\ce {CO_2(g)<=>CO_2(aq)}}}
{\displaystyle {\ce {CO_2(aq){+}H_2O<=>H_2CO_3}}}
{\displaystyle {\ce {H_2CO_3<=>H^+{+}HCO_3^-}}}
{\displaystyle {\ce {HCO_3^-<=>H^+{+}CO_3^{2-}}}}
{\displaystyle {\ce {Ca^2+{+}CO_3^{2-}<=>CaCO_3(s)}}}

Relação entre as proporções das principais espécies químicas do sistema carbonato de acordo com o pH da solução. A área azul representa a faixa de variação de pH na água do mar e a seta indica a mudança esperada com a acidificação oceânica.

A última reação química está diretamente relacionada à precipitação ou dissolução do carbonato de cálcio no ambiente marinho. O sistema carbonato é muito importante porque é responsável por regular o pH da água do mar, gerando um efeito tampão que é capaz de minimizar essas variações. Além disso, o sistema carbonato controla a circulação de carbono inorgânico entre a biosfera, a litosfera, a atmosfera e os oceanos. Na década de 1980, estudos voltados para o efeito estufa sobre a superfície terrestre e as consequentes mudanças climáticas chamaram a atenção para o sistema carbonato. A concentração de dióxido de carbono na atmosfera tem aumentado significativamente nos últimos séculos por interferência antropogênica, principalmente devido ao aumento do uso de combustíveis de origem fóssil. Como o dióxido de carbono pode absorver radiação infravermelha, o aumento de sua concentração na atmosfera tem causado um aumento na temperatura da superfície da Terra, levando ao aquecimento global. O sistema carbonato marinho é responsável pela absorção de parte do dióxido de carbono antrópico lançado na atmosfera do planeta, atenuando os efeitos do aquecimento global.

## Sedimentos carbonáticos
Os sedimentos carbonáticos são, geralmente, de origem clástica, química ou bioquímica, sendo primordialmente constituídos por calcita (CaCO3), dolomita (CaMg(CO3)2) e aragonita (CaCO3). A principal diferença entre esses minerais está na forma como se cristalizam. A calcita e a dolomita se cristalizam no sistema hexagonal, enquanto que o mineral aragonita se cristaliza no sistema ortorrômbico com hábito bipiramidal. Essas partículas minerais são depositadas naturalmente no assoalho marinho. Os principais sedimentos carbonáticos são de origem bioquímica, sendo conhecidos como sedimentos biogênicos.

### Sedimentos biogênicos
Os sedimentos carbonáticos biogênicos são constituídos por carapaças de animais originalmente formadas pelos minerais calcita e aragonita. Nas condições físico-químicas da água do mar, a aragonita é mais solúvel que a calcita devido à sua estrutura mineralógica, que torna seu cristal menos estável. Os sedimentos biogênicos podem ter origem pelágica (sendo secretados por organismos planctônicos presentes na coluna de água) ou bentônica (sendo secretados por organismos que habitam o substrato marinho).

## Diferença entre profundidade de compensação e profundidade de saturação dos carbonatos
As profundidades de compensação e de saturação dos carbonatos, apesar da semelhança na nomenclatura, são inteiramente distintas. A profundidade de saturação dos carbonatos (PSC) indica a profundidade na qual o carbonato de cálcio encontra-se em equilíbrio termodinâmico na água do mar, ou seja, é a profundidade na qual seu percentual de saturação na água do mar é igual a 100%. No entanto, o conceito de profundidade de compensação dos carbonatos (PCC) é diferente. A PCC é a profundidade na qual os sedimentos no fundo oceânico possuem teor de carbonato de cálcio muito baixo (igual ou inferior a 5%), ocorrendo em áreas onde a saturação do carbonato de cálcio na água é inferior a 30%. Portanto, a profundidade de saturação dos carbonatos é um parâmetro vinculado à coluna de água e esse termo é bastante empregado na oceanografia química. Já a profundidade de compensação dos carbonatos é um parâmetro associado ao sedimento, sendo esse termo muito importante em estudos de oceanografia geológica.

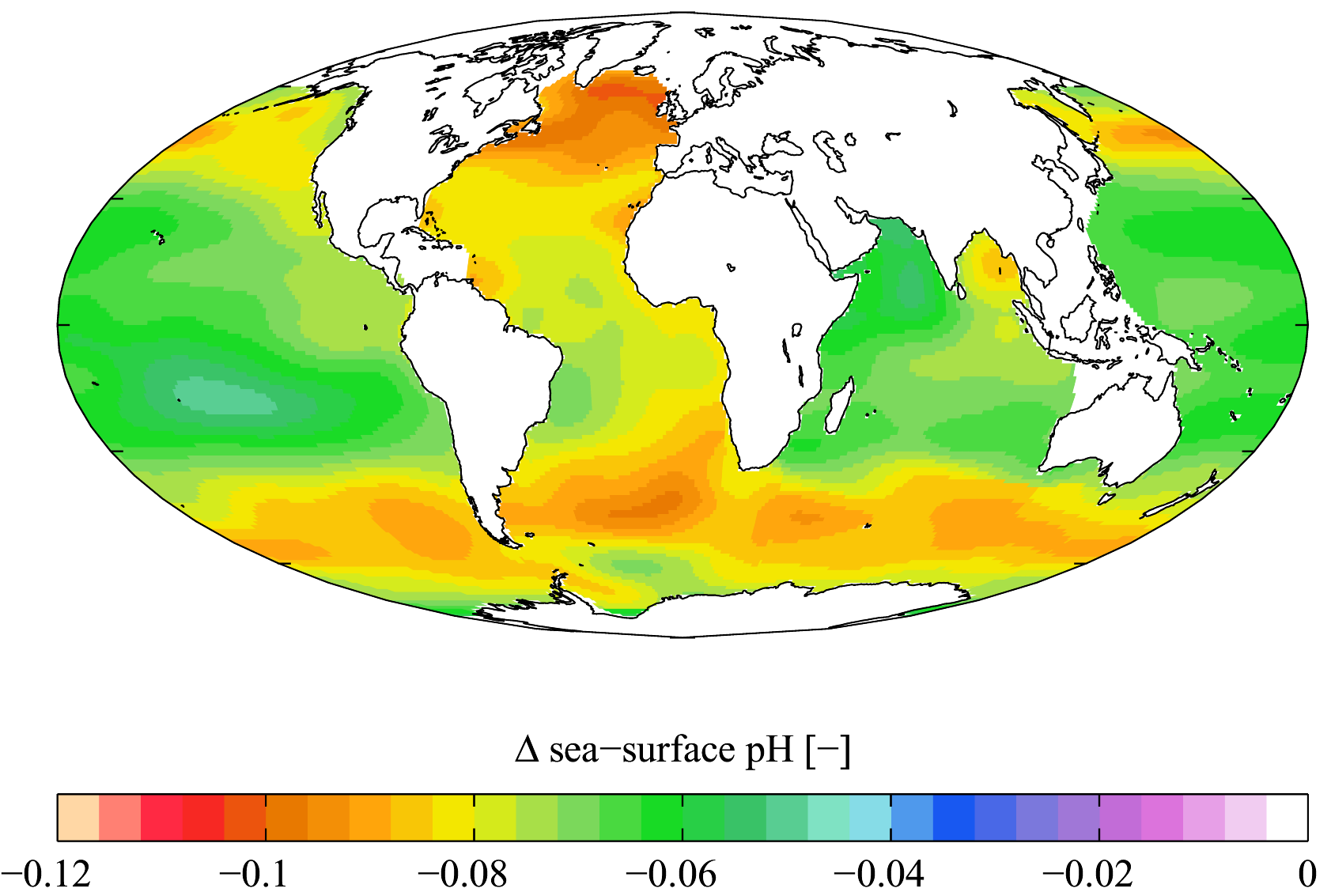
Anomalia de pH na superfície do oceano.

## Aquecimento global e o sistema carbonato
O dióxido de carbono é um dos principais gases atmosféricos responsáveis pelo efeito estufa. Quanto maior a concentração desse gás na atmosfera, maior será a quantidade de radiação infravermelha (isto é, comprimentos de onda mais longos) retida pelo planeta. A principal consequência desse fenômeno é o aumento da temperatura na superfície da Terra, que ocasiona seu aquecimento.
A principal relação entre o aquecimento global e o sistema carbonato está na identificação de uma problemática atual, conhecida como acidificação oceânica. Esse fenômeno acarreta no processo de diminuição do pH da água no oceano global devido ao consequente aumento da concentração de dióxido de carbono dissolvido na mesma. Esse dióxido de carbono é oriundo da atmosfera, sendo transferido para a coluna de água marinha através da interface oceano-atmosfera. A maior concentração de dióxido de carbono dissolvido na água diminui seu pH, deslocando as reações do sistema carbonato no sentido diminuir a concentração de íons bicarbonato (HCO3-) e carbonato na água. Isso também acaba diminuindo a superssaturação de carbonato de cálcio na água do mar. Se a superfície do oceano tornar-se subssaturada em termos de carbonato de cálcio, os organismos planctônicos que secretam estruturas aragoníticas ou calcíticas sofrerão impactos negativos. Eles terão dificuldade em secretar tais estruturas. Além disso, recifes de corais também serão afetados, levando a perda de habitat para diversos organismos marinhos.